# Малатья
Малатья (тур. Malatya, курд. Meledî, вірм. Մալաթիա) — місто в Східній Туреччині (Західній Вірменії), адміністративний центр району Меркез провінції Малатья.
Населення — 401 705 (2010, приблизні дані).
Середня висота над рівнем моря — 954 м.

## Історія
В епоху новохеттських царств поблизу від території сучасного міста знаходилося місто Мелід (нині городище Арслантепе). З VI століття до нашої ери до 1071 року входило до складу Малої Вірменії. Після битви при Манцікерте в 1071 місто було захоплене турками-сельджуками, після чого увійшло до Конійського султанату. У XVI столітті завойоване Османською імперією. Незважаючи на це, аж до геноциду вірмен місто мало переважно вірменське населення.

## Спорт
У Малатьї розташований футбольний клуб «Малатьяспор».

## Відомі уродженці
- Грант Дінк — турецько-вірменський журналіст, колумніст.
- Четін Алп — турецький співак
- Ахмет Кая — турецький співак